# Andriy Biba
Andriy Andriyovytch Biba (en ukrainien : Андрій Андрійович Біба) ou Andreï Andreïévitch Biba (en russe : Андрей Андреевич Биба), né le 10 août 1937 à Kiev, est un footballeur international soviétique reconverti par la suite comme entraîneur de football. Il adopte la nationalité ukrainienne après la chute de l'Union soviétique en 1991.
Évoluant au poste de milieu de terrain, il passe la majorité de sa carrière au Dynamo Kiev, où il remporte le championnat soviétique à trois reprises et est élu footballeur soviétique de l'année en 1966.

## Biographie

### Carrière de joueur
Natif de Kiev, c'est dans cette ville qu'Andryi Biba effectue sa formation de footballeur, évoluant au sein de plusieurs petits clubs locaux, dont l'école de football du FSM, avant d'être recruté en 1957 par la grande équipe de la ville, le Dynamo Kiev, avec qui il fait ses débuts en première division soviétique la même année, disputant sa première rencontre de championnat contre le Zénith Léningrad le 15 septembre 1957 à l'âge de 20 ans, match au cours duquel il inscrit dans la foulée son premier but tandis que les deux équipes se séparent sur un match nul 2-2. Utilisé régulièrement dans la rotation de l'équipe lors des années qui suivent, il joue notamment 17 rencontres lors de la saison 1961 qui voit le Dynamo remporter le championnat soviétique.
Biba s'impose comme un titulaire régulier à partir de 1962, année qui le voit disputer 30 matchs et inscrire onze buts, constituant sa saison la plus prolifique en championnat. Il atteint par la suite la barre des dix buts à deux autres reprises en 1965 et 1966, cette dernière année le voyant également réaliser le doublé Coupe-Championnat avec son club tandis qu'il est élu footballeur soviétique de l'année,. À l'issue de sa dernière saison en 1967, qui s'achève sur un deuxième titre consécutif en championnat, Biba cumule ainsi un total de 270 matchs joués avec le club kiévan, incluant cinq matchs dans la Coupe des coupes 1965-1966, compétition dans laquelle il marque quatre buts dont le premier but marqué par un club soviétique en coupe d'Europe face aux Nord-Irlandais de Coleraine, tandis que le Dynamo atteint finalement le stade des quarts de finale,. Son passage à Kiev le voit également être sélectionné à une seule et unique reprise avec la sélection soviétique à l'occasion d'un match amical face au Brésil le 4 juillet 1965 sous les ordres de Nikolaï Morozov.
Après son départ de Kiev, Biba rejoint en 1968 le Dniepr Dniepropetrovsk en deuxième division où il passe deux saisons avant d'être transféré au Desna Tchernigov au troisième échelon en 1970, où il termine sa carrière à l'âge de 33 ans sans y avoir disputé le moindre match.

### Carrière d'entraîneur
Se consacrant à des études d'entraîneur après sa retraite sportive, Biba rejoint en 1972 l'encadrement technique du Dynamo Kiev en tant qu'adjoint d'Aleksandr Sevidov avant de s'en aller après le départ de ce dernier l'année suivante. Il effectue deux autres piges au Tavria Simferopol puis au Dniepr Dniepropetrovsk durant la fin des années 1970 avant de connaître son premier poste d'entraîneur principal en 1980 en prenant la tête du Spartak Jitomir en troisième division soviétique le temps d'une saison. Il passe par la suite une grande partie des années 1980 au sein du troisième échelon, dirigeant successivement l'Ougoliok Gorlovka en 1981, le Podolia Khmelnitski de 1983 à 1984 et enfin le Neftianik Akhtirki de 1986 à 1989. Au cours de ses périodes sans club, il travaille alors au sein de la fédération ukrainienne.
Adoptant la nationalité ukrainienne après la dissolution de l'Union soviétique en 1991, Biba retrouve finalement un club en 1993 en reprenant la tête du Neftianik, maintenant appelé Naftovyk Okhtyrka, avec qui il dispute la deuxième division ukrainienne. Quittant son poste en 1995, il est nommé entraîneur du Khimik Jytomyr l'année suivante pour la fin de la saison 1995-1996 avant de s'en aller au mois de juin après avoir amené le club en quatorzième position. Il retourne par la suite au Dynamo Kiev où il devient recruteur en 1997.

## Statistiques
| Saison                | Club                   | Championnat           | Championnat | Championnat | Coupe(s) nationale(s) | Coupe(s) nationale(s) | Compétition(s) continentale(s) | Compétition(s) continentale(s) | Compétition(s) continentale(s) | Total | Total |
| Saison                | Club                   | Division              | M.          | B.          | M.                    | B.                    | Comp.                          | M.                             | B.                             | M.    | B.    |
| 1957                  | Dynamo Kiev            | D1                    | 4           | 1           | -                     | -                     | -                              | -                              | -                              | 4     | 1     |
| 1958                  | Dynamo Kiev            | D1                    | 11          | 3           | 1                     | 0                     | -                              | -                              | -                              | 12    | 3     |
| 1959                  | Dynamo Kiev            | D1                    | 17          | 5           | -                     | -                     | -                              | -                              | -                              | 17    | 5     |
| 1960                  | Dynamo Kiev            | D1                    | 16          | 9           | -                     | -                     | -                              | -                              | -                              | 16    | 9     |
| 1961                  | Dynamo Kiev            | D1                    | 17          | 5           | 2                     | 0                     | -                              | -                              | -                              | 19    | 5     |
| 1962                  | Dynamo Kiev            | D1                    | 30          | 11          | 1                     | 0                     | -                              | -                              | -                              | 31    | 11    |
| 1963                  | Dynamo Kiev            | D1                    | 35          | 9           | 2                     | 0                     | -                              | -                              | -                              | 37    | 9     |
| 1964                  | Dynamo Kiev            | D1                    | 31          | 4           | 5                     | 2                     | -                              | -                              | -                              | 36    | 6     |
| 1965                  | Dynamo Kiev            | D1                    | 29          | 10          | 1                     | 0                     | C2                             | 3                              | 4                              | 33    | 14    |
| 1966                  | Dynamo Kiev            | D1                    | 35          | 10          | 5                     | 2                     | C2                             | 2                              | 0                              | 42    | 12    |
| 1967                  | Dynamo Kiev            | D1                    | 21          | 2           | 2                     | 0                     | -                              | -                              | -                              | 23    | 2     |
| Sous-total            | Sous-total             | Sous-total            | 246         | 69          | 19                    | 4                     | -                              | 5                              | 4                              | 270   | 77    |
| 1968                  | Dniepr Dniepropetrovsk | D2                    | 34          | 5           | -                     | -                     | -                              | -                              | -                              | 34    | 5     |
| 1969                  | Dniepr Dniepropetrovsk | D2                    | 40          | 10          | 2                     | 1                     | -                              | -                              | -                              | 42    | 11    |
| Sous-total            | Sous-total             | Sous-total            | 74          | 15          | 2                     | 1                     | -                              | -                              | -                              | 76    | 16    |
| Total sur la carrière | Total sur la carrière  | Total sur la carrière | 320         | 84          | 21                    | 5                     | -                              | 5                              | 4                              | 346   | 93    |

## Palmarès
Dynamo Kiev
- Champion d'Union soviétique en 1961, 1966 et 1967.
- Vainqueur de la Coupe d'Union soviétique en 1964 et 1966.

Distinctions personnelles
- Footballeur soviétique de l'année en 1966.